# Дела вја Фратели ди Дјо (Милано)
Дела вја Фратели ди Дјо је насеље у Италији у округу Милано, региону Ломбардија.
Према процени из 2011. у насељу је живело 37 становника. Насеље се налази на надморској висини од 211 м.